# Samuel de Constantinopla
Samuel de Constantinopla (em grego: Σαμουήλ; c. 1700–10 de maio de 1775), nascido Skarlatos Chazteris (Σκαρλάτος Χαντζερής), serviu como patriarca ecumênico de Constantinopla em dois períodos, entre 1763 e 1768 e depois entre 1773 e 1774.

## História
Samuel nasceu em 1700 em Istambul e estudou na Grande Escola da Nação. Ainda muito jovem, foi ordenado diácono e depois se tornou arquidiácono do patriarca Paísio. Em 1731, foi eleito bispo metropolitano de Derkoi e finalmente patriarca ecumênico em 24 de maio de 1763 apesar de sua já avançada idade.
Durante seu patriarcado, Samuel se ocupou principalmente das finanças do Patriarcado. Ele limitou as despesas, reduziu a quantidade de festas anuais e proibiu o antigo costume de padres e hieromonges de contribuíram para o Patriarcado em espécie (como animais, ovos e leite). Além disto, Samuel reforçou a educação e restaurou a autoridade dos patriarcas. Em 1767, ele aboliu a autocefalia dos arcebispos de Peć e Ocrida, cujas jurisdições passaram a incluir extensas regiões da Macedônia, Epiro, Tessália, Albânia e Sérvia, e as colocou novamente sob a jurisdição do patriarcado. No aspecto social, Samuel lutou para melhorar a situação das mulheres, atacando em seus atos e sermões a instituição do dote e os casamentos comerciais. 
Samuel decidiu dividir o selo patriarcal em quatro partes e entregou três delas a hierarcas eleitos pelo sínodo dos bispos, enfatizando um sistema administrativo colegiado no Patriarcado para limitar as arbitrariedades dos patriarcas e dividir as responsabilidades.
Contudo, seus estes atos mais radicais provocaram duras reações e Samuel acabou forçado a renunciar em 5 de novembro de 1768; ele foi exilado no mosteiro da Grande Lavra, em Monte Atos. Em 1770, ele convenceu o governo otomano a deixá-lo voltar para sua residência em Tarabya. Depois que Teodósio II renunciou, o Sínodo reelegeu Samuel contra a vontade dele em 17 de novembro de 1773.
Este segundo patriarcado durou cerca de um ano. Durante este período, ele tentou resolver a questão dos kollyvades, um grupo conservador formado em Atos para resistir a qualquer modernização na Igreja Ortodoxa, e adotou uma postura mais firme contra eles do que seu antecessor. Em 24 de dezembro de 1774, Samuel acabou sendo novamente exilado, primeiro para Monte Atos e depois para Halki (Heybeliada), onde morreu em 10 de maio de 1775 e foi sepultado na Igreja de São Nicolau.
Rumores antigos afirmam que a nobre Roxandra Karatza seria sua amante.